# 安田博
安田 博（やすだ ひろし、1914年9月26日 - 1981年4月22日）は、日本の経営者。大阪ガス社長を務めた。

## 経歴
京都府八幡市出身。1937年に大阪商科大学を卒業。阪神電気鉄道での勤務を経て、1945年に大阪ガスに転じ、1963年8月に取締役に就任。常務、専務、副社長を経て、1974年9月に社長に就任した。
日本ガス協会副会長、関西経済連合会常任理事、大阪商工会議所副頭取も務めた。
1974年10月に藍綬褒章を受章した。
1981年4月22日、脳内出血のために死去。66歳没。